# Team Merzario
Team Merzario, conocido comúnmente como Merzario, fue un equipo y constructor de automovilismo italiano, fundado por Arturo Merzario. Disputó 38 Grandes Premios de Fórmula 1 a finales de la década de los 70.

## Historia
Arturo Merzario, expiloto de equipos como Ferrari o Williams, decidió fundar su propia estructura para debutar en Fórmula 1 en 1977. Otros pilotos que hicieron lo mismo en esa década fueron los hermanos Fittipaldi con Fittipaldi Automotive,  Chris Amon con Chris Amon Racing y John Surtees con Surtees Racing Organization.
Su primera aparición fue en el Gran Premio de España de 1977, con un chasis alquilado al constructor británico March. Volvió a participar en 6 carreras más esa temporada, y su mejor resultado fue 14.º en Bélgica; último y a 7 vueltas.
Al año siguiente, Arturo, en colaboración con el ingeniero Guglielmo Bellasi, diseñó el Merzario A1. Estaba diseñado para tener efecto suelo. Merzario pasó la sección de preclasificación en la mayor parte de las competencias, solo largó 8 de 16 Grandes Premios, y de esos 8, abandonó en 7 por problemas mecánicos. En Suecia finalizó la carrera, pero no fue registrado. Además, en Italia, un segundo A1 fue puesto en pista para Alberto Colombo, pero quedó último en preclasificación.
Para inicios de 1979, el equipo mejoró su monoplaza y presentó su versión B. Este participó en las primeras cuatro carreras y largó dos sin acabarlas. Luego de esto, aparecieron el A2 y el A4, pero en todos los Grandes Premios posteriores, ningún Merzario logró largar. En el GP de Mónaco, Arturo dio lugar a Gianfranco Brancatelli.
Para 1980, el equipo se centró en Fórmula 2. Tenía intenciones de seguir en Fórmula 1, incluso se habían inscrito en el Gran Premio de Bélgica, pero no se presentaron. Continuaron en F2 durante varias temporadas, teniendo a pilotos como Piero Necchi, Jo Gartner o el propio Arturo. Se trasladaron a Fórmula 3 Italiana poco antes de cerrar el equipo a mediados de los 80.

## Resultados

### Fórmula 1
(Clave) (negrita indica pole position) (cursiva indica vuelta rápida)

| Año     | Chasis     | Motor               | Neu. | N.º | Pilotos                | 1   | 2   | 3   | 4   | 5    | 6    | 7    | 8   | 9   | 10  | 11  | 12  | 13  | 14   | 15  | 16  | 17  | Puntos | Pos. |
| ------- | ---------- | ------------------- | ---- | --- | ---------------------- | --- | --- | --- | --- | ---- | ---- | ---- | --- | --- | --- | --- | --- | --- | ---- | --- | --- | --- | ------ | ---- |
| 1977    | March 761B | Cosworth DFV 3.0 V8 | G    |     |                        | ARG | BRA | RSA | USW | ESP  | MON  | BEL  | SWE | FRA | GBR | GER | AUT | NED | ITA  | USA | CAN | JPN | 0      | NC   |
| 1977    | March 761B | Cosworth DFV 3.0 V8 | G    | 37  | Arturo Merzario        |     |     |     |     | Ret  | DNQ  | 14   |     | Ret | Ret | DNQ |     | DNQ |      |     |     |     | 0      | NC   |
| 1978    | A1         | Cosworth DFV 3.0 V8 | G    |     |                        | ARG | BRA | RSA | USW | MON  | BEL  | ESP  | SWE | FRA | GBR | GER | AUT | NED | ITA  | USA | CAN |     | 0      | NC   |
| 1978    | A1         | Cosworth DFV 3.0 V8 | G    | 37  | Arturo Merzario        | Ret | DNQ | Ret | Ret | DNPQ | DNPQ | DNQ  | NC  | DNQ | Ret | DNQ | DNQ | Ret | Ret  | Ret | DNQ |     | 0      | NC   |
| 1978    | A1         | Cosworth DFV 3.0 V8 | G    | 34  | Alberto Colombo        |     |     |     |     |      |      |      |     |     |     |     |     |     | DNPQ |     |     |     | 0      | NC   |
| 1979    | A1B        | Cosworth DFV 3.0 V8 | G    |     |                        | ARG | BRA | RSA | USW | ESP  | BEL  | MON  | FRA | GBR | GER | AUT | NED | ITA | CAN  | USA |     |     | 0      | NC   |
| 1979    | A1B        | Cosworth DFV 3.0 V8 | G    | 24  | Arturo Merzario        | Ret | DNQ | DNQ | Ret |      |      |      |     |     |     |     |     |     |      |     |     |     | 0      | NC   |
| 1979    | A4         | Cosworth DFV 3.0 V8 | G    | 24  | Arturo Merzario        |     |     |     |     |      |      |      |     | DNQ | DNQ | PO  | DNQ | DNQ | DNQ  | DNQ |     |     | 0      | NC   |
| 1979    | A2         | Cosworth DFV 3.0 V8 | G    | 24  | Arturo Merzario        |     |     |     | DNS | DNQ  | DNQ  |      | DNQ |     |     | DNQ |     |     |      |     |     |     | 0      | NC   |
| 1979    | A2         | Cosworth DFV 3.0 V8 | G    | 24  | Gianfranco Brancatelli |     |     |     |     |      |      | DNPQ |     |     |     |     |     |     |      |     |     |     | 0      | NC   |
| 1980    | M1         | Cosworth DFV 3.0 V8 | G    |     |                        | ARG | BRA | RSA | USW | BEL  | MON  | FRA  | GBR | GER | AUT | NED | ITA | CAN | USA  |     |     |     | 0      | NC   |
| 1980    | M1         | Cosworth DFV 3.0 V8 | G    | 24  | Arturo Merzario        |     |     |     |     | DNP  |      |      |     |     |     |     |     |     |      |     |     |     | 0      | NC   |
| Fuente: |            |                     |      |     |                        |     |     |     |     |      |      |      |     |     |     |     |     |     |      |     |     |     |        |      |